# Road Movies (Adams)
Pour les articles homonymes, voir Road movie (homonymie).

Road Movies est une composition pour piano et violon créée en 1995 par le compositeur de musique minimaliste américain John Adams. La pièce fut commandée par le fond McKim de la Bibliothèque du Congrès.
La pièce se divise en trois mouvements :
1. Relaxed Groove
2. Meditative
3. 40% Swing